# San Juan Lachigalla
San Juan Lachigalla è un comune del Messico, situato nello stato di Oaxaca.